# Товариство наукових викладів імені Петра Могили
Товариство наукових викладів імені Петра Могили — освітньо-наукове товариство, засноване 1908 у Львові з метою ширення знання з усіх ділянок життя; діяло в Галичині до 1939; мало сім філій (Львів, Перемишль, Рогатин, Самбір, Сокаль, Станиславів, Тернопіль).
Лише за перші 4 роки існування товариство влаштувало понад 400 наукових і науково-популярних викладів, та допомагало в популяризації знань міщанським товариствам («Зоря», «Міщанське братство», «Сила», «Львів — Русь»); у співпраці з «Просвітою» влаштовувало на подобу народних університетів курси народної освіти. Засновником і першим головою товариства  був О. Колесса, далі очолювали його В. Щурат, В. Кучер, І. Свєнціцький, Д. Лукіянович.
З 1929 найактивніша Львівська філія стала за ініціативою С. Охримовича легальною формою діяльності Союзу української націоналістичної молоді. За головування А. Фіґоля вона спричинилася для поширення культу бою під Крутами, а за В. Янева зактивізувала культурно-освітню роботу в «Просвітах» і ремісничих товариствах. З жінок були активніші: З. Кравців, С. Мойсеович, А. Чемеринська.

## Діячі. Керівництво Товариства
Цурковський Ярослав Іванович (27.12.1904 — 24.04.1995) — психолог, громадський діяч, літератор, доктор філософії, засновник теорії психічної контрольності, винахідник контролографа з 1993 р. — Почесний президент Товариства наукових викладів ім. П. Могили.
Доктор фізико-математичних наук Огірко Ігор Васильович — президент Товариства наукових викладів ім. П. Могили(1994—1996).
Професор Огірко Олег Васильович написав  47 робіт.
Автор проєкту «Українська академія математики ім. Михайла Кравчука» -творець математичної школи Віталій Якович Скоробогатько  — український математик, доктор фізико-математичних наук, професор, Заслужений діяч науки УРСР.Викладач Львівського університету . Викладач Львівської політехніки .   Інституту прикладних проблем механіки і математики НАН України . Математик XX століття .

## Головні завдання і досягнення  школи

### Завдання математичної школи
- в інтересах  об'єднувати вчених математичної школи і спеціалістів наукових організацій, вищих навчальних закладів,  громадських організацій;
- сприяти  розвивати  наукове співробітництво математичної школи;
- сприяти у підготовці науково-технічних кадрів, залучати обдаровану молодь математичної школи,  підтримувати талановитих науковців.
- сприяти розвитку та інтеграції науки, освіти й виробництва ;
- представляти інтереси  математичної школи і працівників її установ;
- забезпечувати діяльність для створення наукових технологій;
- використовувати  концентрацію інтелектуального і науково-технічного потенціалу для виявлення і втілення в життя нових  ідей;
- проводити  аналіз стану розвитку математичної школи і впровадження науково-дослідних робіт, спрямованих на розв'язання  завдань ;
- вивчати стан винахідницької діяльності математичної школи та сприяти їх  впровадженню ;
- брати участь у створенні математичної школи разом з іншими науково-дослідними, проектними інститутами та вищими навчальними закладами системи підвищення професійного рівня  кадрів і мережі спеціальних закладів освіти для того, щоб провадити перепідготовку науковців згідно з  напрямками науки , а також організовувати відповідні стажування ;
- подавати   допомогу організаціям у розробці та реалізації програм математичної школи науково-технічного розвитку;
- впроваджувати засоби інформатизації математичної школи ;
- вирішувати питання розвитку математичної школи  науково-технічних зв'язків , проводити обмін науково-технічною інформацією;
- проводити  обговорення наукових робіт математичної школи запроваджувати  заохочення;
- співпрацювати математичної школи з  академіями ,  із  об'єднаннями громадян;
- здійснювати  діяльність математичної школи, пропагувати досягнення науки та поширювати наукове знання;
- організовувати  конференції, симпозіуми математичної школи та семінари з науково-технічних ;
- організовувати  видання математичної школи та розповсюдження науково-технічної літератури, журналів, наукових праць;
- створювати  засоби інформації математичної школи

### Досягнення математичної школи
- розробки в галузі математичної школи